# Sool (Glaris)
Pour les articles homonymes, voir Sool.
Sool est une localité et une ancienne commune suisse du canton de Glaris, située dans la commune de Glaris Sud.

## Géographie
L'ancienne commune de Sool mesurait 13,27 km2 et était limitrophe d'Engi, Ennenda, Mitlödi, Obstalden et Schwanden, ainsi que de Quarten dans le canton de Saint-Gall.

## Démographie
Sool possède 296 habitants fin 2022. Sa densité de population atteint 22 hab./km2.
Le graphique suivant résume l'évolution de la population de Sool entre 1850 et 2008 :